# Multijet
Multijet er Fiat-koncernens varemærke for dieselmotorer med commonrail-indsprøjtning.
Udover Fiat, Lancia og Alfa Romeo bruges motorerne under andre navne også af Opel, Saab og Suzuki.

## Motorer
- 1,25 liter med 16 ventiler, effekt fra 69 til 105 hk
- 1,6 liter med 16 ventiler, effekt fra 90 til 120 hk
- 1,9 liter med 8 ventiler, effekt fra 90 til 130 hk
- 1,9 liter med 16 ventiler, effekt fra 126 til 190 hk
- 2,0 liter med 16 ventiler, effekt fra 120 til 190 hk
- 2,2 liter med 16 ventiler, effekt fra 100 til 170 hk
- 2,3 liter med 16 ventiler, effekt fra 120 til 130 hk
- 3,0 liter med 16 ventiler, effekt 158 hk

Nogle af 2,0'erne samt 2,2'eren er omdøbte versioner af PSA Peugeot Citroëns HDi-motor. 2,3'eren og 3,0'eren kommer fra Sofim og bruges udelukkende i Fiat Ducato.